# Ștefan cel Mare (Olt)
Ștefan cel Mare is een Roemeense gemeente in het district Olt.
Ștefan cel Mare telt 1962 inwoners.